# Charles Reade
Charles Reade (Ipsden, 8 giugno 1814 – Londra, 11 aprile 1884) è stato uno scrittore e drammaturgo inglese.

## Biografia
Compì studi giuridici che poi abbandonò per seguire la passione per la letteratura e per il teatro. In collaborazione con Tom Taylor scrisse la commedia Mask and Faces Peg Woffington (1853). Laura Seymour divenne sua amica ed ispiratrice e lo indirizzò verso la scrittura di romanzi a sfondo sociale.
Ebbe notevole fortuna come romanziere e, in minor misura, come drammaturgo. Assimilò con abilità lo stile e il metodo di lavoro (per esempio l'accurata documentazione) dei naturalisti francesi, prendendo come tema della propria narrativa gli orrori dei penitenziari in Non è mai troppo tardi per correggersi (It's never too late to mend, 1856) o dei manicomi in Dollaro rubato (Hard cash, 1863).
La sua opera migliore è considerata Il chiostro e il focolare (The cloister and the hearth, 1861), un romanzo di vasto respiro sullo sfondo della Provenza e dell'Italia rinascimentali, ricostruito con sapienza.
Molte delle sue opere vennero adattate per lo schermo fin dai tempi del cinema muto.

## Opere
- Masks and Faces (1852)
- Peg Woffington (1853)
- Christie Johnstone (1853)
- It Is Never Too Late to Mend (1856)
- Autobiography of a Thief (1858)
- Jack of All Trades (1858)
- Love Me Little, Love Me Long (1859)
- The Cloister and the Hearth (1861)
- Hard Cash (1863)
- Griffith Gaunt (1866)
- Foul Play (1869)
- Put Yourself in His Place (1870)
- A Terrible Temptation (1871)
- Shilly-Shally (1872)
- The Wandering Heir (1873)
- A Woman Hater (1877)
- The Lyons Mail (1883)
- A Perilous Secret (1884)

## Filmografia
- Peg Woffington, regia di Edwin S. Porter - cortometraggio (1910)
- Foul Play, regia di Oscar C. Apfel - cortometraggio (1911)
- Peg Woffington, regia di A.E. Coleby - cortometraggio (1912)
- Put Yourself in His Place, regia di Theodore Marston - cortometraggio (1912)
- It Is Never Too Late to Mend, regia di Charles M. Seay - cortometraggio (1913)
- Hard Cash - cortometraggio (1913)
- The Cloister and the Hearth, regia di Cecil M. Hepworth - cortometraggio (1913)
- The Ticket-of-Leave Man
- Masks and Faces, regia di Lawrence Marston (1914)
- Peggy of Fifth Avenue, regia di Wilfrid North - cortometraggio (1915)
- The True Story of the Lyons Mail
- Dora
- Masks and Faces, regia di Fred Paul (1917)
- Drink
- It's Never Too Late to Mend
- The Lyons Mail
- Foul Play
- Hard Cash, regia di Edwin J. Collins (1921)
- Christie Johnstone
- It's Never Too Late to Mend
- Tense Moments from Great Plays
- The Lyons Mail
- Peg of Old Drury
- It's Never Too Late to Mend